# شهرستان فرانکلین (نبراسکا)
شهرستان فرانکلین، نبراسکا (به انگلیسی: Franklin County, Nebraska) یک سکونتگاه مسکونی در ایالات متحده آمریکا است که در نبراسکا واقع شده‌است.

## خصوصیات
شهرستان فرانکلین ۱٬۴۹۱٫۸۴ کیلومترمربع مساحت دارد.